# Byttneria ramosissima
Byttneria ramosissima är en malvaväxtart som beskrevs av Johann Baptist Emanuel Pohl. Byttneria ramosissima ingår i släktet Byttneria och familjen malvaväxter. Inga underarter finns listade i Catalogue of Life.